# ATP Challenger Posen-2
Der ATP Challenger Posen (offiziell: Poznań Challenger) war ein Tennisturnier, das von 1992 bis 2000 jährlich in Posen, Polen, stattfand. Es gehörte zur ATP Challenger Tour und wurde im Freien auf Sand gespielt.

## Liste der Sieger

### Einzel
| Jahr | Sieger            | Finalgegner        | Ergebnis       |
| ---- | ----------------- | ------------------ | -------------- |
| 2000 | Christophe Rochus | Adrian Voinea      | 6:4, 3:6, 7:64 |
| 1999 | Galo Blanco       | Fredrik Jonsson    | 6:4, 6:2       |
| 1998 | Christian Ruud    | Martín Rodríguez   | 1:6, 6:3, 6:3  |
| 1997 | Jeff Tarango      | David Rikl         | 7:5, 6:3       |
| 1996 | Thierry Champion  | Ionuț Moldovan     | 6:0, 6:3       |
| 1995 | Jordi Arrese      | Tomás Carbonell    | 6:4, 6:2       |
| 1994 | Horst Skoff       | Christian Miniussi | 6:7, 6:3, 6:4  |
| 1993 | Andrea Gaudenzi   | Milen Welew        | 6:3, 3:6, 6:3  |
| 1992 | Sláva Doseděl     | Daniel Vacek       | 6:4, 3:6, 7:6  |

### Doppel
| Jahr | Sieger                              | Finalgegner                       | Ergebnis      |
| ---- | ----------------------------------- | --------------------------------- | ------------- |
| 2000 | Petr Pála Pavel Vízner              | Tomáš Cibulec Leoš Friedl         | 6:3, 6:0      |
| 1999 | Massimo Ardinghi Davide Sanguinetti | Hugo Armando Andrei Tscherkassow  | 6:4, 6:4      |
| 1998 | Sebastián Prieto Martín Rodríguez   | Cristian Brandi Márcio Carlsson   | 6:3, 6:4      |
| 1997 | David Rikl Tomáš Anzari             | Jordi Burillo László Markovits    | 6:3, 6:2      |
| 1996 | Cristian Brandi Filippo Messori     | Devin Bowen David Roditi          | 6:3, 6:4      |
| 1995 | Bill Behrens Matt Lucena            | Jeff Belloli Jack Waite           | 7:5, 6:1      |
| 1994 | Martin Blackman Sergio Cortés       | Emanuel Couto João Cunha e Silva  | 6:7, 7:5, 7:5 |
| 1993 | Michiel Schapers Daniel Vacek       | Cristian Brandi Federico Mordegan | 6:7, 6:4, 7:6 |
| 1992 | Tomasz Iwański Dick Norman          | Sergio Cortés Vicente Solves      | 4:6, 6:3, 6:2 |